# Hans Dreier
Hans Dreier, född den 21 augusti 1885, död den 24 oktober 1966 var en filmscenograf.
Född i Bremen i Tyskland påbörjade Dreier sin karriär inom tysk film 1919 och fortsatte under slutet av 1920-talet vidare till Hollywood.
Dreiers arbete sträckte sig till nästan 500 filmer under hans långa karriär och han fick Oscarsnomineringar för sina scenografinsatser hela 23 gånger.
Han vann Oscars för Bästa scenografi (färg) för Frenchman's Creek (1944) och Simson och Delila (1950). Han vann även priset för Scenografi (svart-vitt) 1950 för Sunset Boulevard.